# Franz de Paula Stubenberg
Franz de Paula von Stubenberg, auch Franz de Paula Herr von Stubenberg, (* 1688; † 10. Juni 1751) war ein kaiserlich-österreichischer Feldmarschall-Lieutenant und kommandierender General des Reichsheeres.

## Leben und Wirken
Franz de Paula von Stubenberg stammt aus dem älteren Zweig des Kapfenberger Astes der Stubenberger und wurde im Jahre 1688 als Sohn von Franz Georg Stubenberg (1645–1715) und dessen Frau aus zweiter Ehe, Maria Katharina Gräfin Rindsmaul, geboren. Er absolvierte eine militärische Laufbahn und wurde bereits im Alter von 31 Jahren, im Jahre 1719, zum kaiserlichen General ernannt. 1729 wurde er Geheimer Rat und im Jahre 1733 Feldmarschall-Lieutenant, ehe er im Jahre 1736 zum kommandierender General aufstieg und als solcher an der kroatischen Militärgrenze in Karlovac stationiert war.
Er war mit einer Maria Theresia von Gera, auch als Theresia Anna Gräfin von Gera und Arnfels aufscheinend, verheiratet. Auf der II. Stammtafel der Herren und Grafen von Stubenberg sind mehrere Kinder aufgelistet, wobei davon ausgegangen werden kann, dass nur eines hiervon das leibliche Kind des Ehepaares war. Dieses Kind war Franz Stubenberg (1722–1795), der, wie sein Vater, ebenfalls eine militärische Karriere einschlug und bis zum Generalmajor aufstieg. Am 10. Juni 1751 starb Franz de Paula Stubenberg sich in seinen mittleren 60ern befindend.